# Bolnavul închipuit
Bolnavul închipuit (în franceză Le Malade imaginaire) este o comedie-balet, ultima creație a lui Moliere, operă aflată la limita dintre comic și tragic. Nota de final este dată de dispariția autorului, care a murit la a patra reprezentație a ei. Bolnav, el s-a apărat prin râs de propriile slăbiciuni fizice dar și de teama de moarte.
Solicitat în mod frecvent la curte, dar împins și de plăcerea sa de a crea spectacole pline de fast, pe gustul regelui, Moliere realiza și juca roluri de prim rang în propriile comedii-balet cu o vădită plăcere. Bolnavul închipuit este un tip ilustrativ de operă de acest gen, jucată în plin carnaval (10 februarie 1673) pe scena de la Palais Royal. Prologul însoțit de cuvenita reverență față de rege, scenele alegorice, versurile de tip pastoral, cântecele, totul arată că autorul a conceput un spectacol de mare amuzament. Datorită conflictelor cu Lully, muzica a fost compusă de Charpentier. Pentru Moliere spectacolul a fost un cântec de lebădă. Grav bolnav, el nu acceptă să nu joace. După cea de-a patra reprezentație, pe 17 februarie 1673, are un acces de hemoptizie și moare după spectacol.

## Vezi și
- Listă de piese de teatru franceze